# Young People Fucking
Young People Fucking, también llamada Y.P.F., es una película de 2007 de comedia romántica, escrita y producida por Martin Gero y Aaron Abrams. Debutó en el Festival Internacional de Cine de Toronto 2007. "Nuestra generación hace un esfuerzo para separar el amor y el sexo", dijo Gero. "Todos están tratando de hacer esto, y todos están fallando miserablemente... estamos diciendo, 'Escuchen, personas de nuestra edad. Esto es realmente difícil de hacer sin estar involucrado emocionalmente.'"

## Sinopsis
En un martes por la noche, cinco parejas tienen aventuras separadas sexuales. Matt y Kris, amigos desde hace años, quieren estar por única vez.

## Elenco
- Aaron Abrams – Matt
- Carly Pope – Kristen
- Kristin Booth – Abby
- Josh Dean – Andrew
- Sonja Bennett – Mia
- Josh Cooke – Eric
- Diora Baird – Jamie/Dora
- Callum Blue – Ken
- Enis Esmer – Gord
- Peter Oldring – Dave
- Natalie Lisinska – Inez